# Netrodera
Netrodera es un  género de coleópteros adéfagos de la familia Carabidae.

## Especies
Comprende las siguientes especies:
- Netrodera formicaria (Erichson, 1843)
- Netrodera malangana Strohmeyer, 1928
- Netrodera vethi (Bates, 1889)